# ラオ・ラメシュ
ラオ・ラメシュ（Rao Ramesh、1968年4月21日 - ）は、インドのテルグ語映画で活動する俳優。代表作に『Gamyam』『マガディーラ 勇者転生』がある。

## 生い立ち
アーンドラ・プラデーシュ州スリカクラムの出身で、父ラオ・ゴーパール・ラオはテルグ語映画の代表的な悪役俳優、母ラオ・カマラ・クマリは著名な演出家、『ラーマーヤナ』『マハーバーラタ』の権威として知られている。幼少期にチェンナイに移住して同地で育ち、T・ナガルのスリ・ラーマクリシュナ・ミッション・スクールに進学してコミュニケーションの学位を取得した。その後スチル写真の仕事に進み、チェンナイのイギリス・アメリカ合衆国の図書館に通い撮影技術に関する書籍を読み技術を研究した。K・ラーガヴェンドラ・ラーウの兄弟K・S・プラカーサ・ラーウのアシスタントとなり、その後バンガロールで撮影技術を学んだ。ラメシュはインダストリアル・ライト&マジックに就職することを望み、特殊効果技術を学ぶためアメリカの大学に進学することを考えていたが個人的な事情で実現できず、さらに1994年に父が死去したことで家庭の切り盛りに追われることになった。彼はこの7年間で文学に興味を抱き、C・ナーラーヤナ・レッディの作品を特に好んで読んでいた。

## キャリア
ラメシュは脚本家の道に進み、いずれは映画監督になることを目標としたが、母から「父のような俳優になるべき」と促されテルグ語映画、タミル語映画の俳優を目指すようになった。彼はガンタサラ・ラトナ・クマールのテレビシリーズに起用されるが、同作は途中で製作が中止された。2002年に『Seema Simham』で俳優デビューしてナンダムーリ・バーラクリシュナ、シムランと共演したが、その後数年間出演の機会に恵まれなかった。彼はチェンナイに帰郷して『Pavitra Bandham』『Kalavari Kodalu』などのテレビシリーズに出演し、4年半の間に1,000エピソードに出演した。
2007年に『Okkadunnadu』で端役に起用され5年振りに映画出演を果たし、2008年にクリシュの『Gamyam』に出演し、演じた役は彼にとってブレイクスルー・ロールとなり知名度を上げた。同年は『Kotha Bangaru Lokam』『Avakai Biryani』などのヒット作に立て続けて出演し、2009年にはS・S・ラージャマウリの『マガディーラ 勇者転生』に出演してタントラ僧ゴーラを演じた。同作はテルグ語映画の記録を塗り替えるヒット作となり、ラメシュも演技を高く評価された。2010年代に入ると助演男優として人気を集めるようになり、この期間を彼は「キャリアの中で最高の位置にいた」と語っている。